# Streptokocker
Streptokocker är ett släkte bakterier som omfattar flera grampositiva arter, vilka i regel växer i par eller kedjor. Arterna grupperas efter flera olika system, bland annat i grupper från A till W beroende på serotyp (något förenklat kolhydratsorter i de delar av bakterien som kroppen bildar antikroppar mot) och efter arternas hemolytiska egenskaper. Man talar om alfa- respektive betahemolytiska streptokocker. Betahemolytiska arter hemolyserar fullständigt, alfahemolytiska arter endast ofullständigt.
Många streptokockarter är vanliga sjukdomsalstrare, och den vanligaste av dessa är Streptococcus pyogenes, som är betahemolytisk och ingår i grupp A. Därför kallas den ofta för betahemolytisk streptokock eller grupp A-streptokocker (GAS). Den orsakar bakteriell halsfluss, vissa hudinfektioner (bland andra svinkoppor och rosfeber) och ibland också svåra infektioner som blodförgiftning (sepsis) och barnsängsfeber. Grupp A-streptokocker kan orsaka matförgiftningar med kort inkubationstid (1-2 dygn), hög insjuknandefrekvens och allvarliga symtom innefattande från halsfluss och öroninflammation till hjärtinflammation och sepsis med dödlig utgång om ej behandling sätts in i tid.
En annan mycket viktig streptokock är Streptococcus pneumoniae (pneumokocker) som är den vanligaste orsaken till bihåleinflammation, öroninflammation, lunginflammation och hjärnhinneinflammation. Den är också en relativt vanlig orsak till blodförgiftning. Pneumokocker kan inte grupperas men är ofta alfahemolytiska.
Grupp B-streptokocker (GBS), exempelvis Streptococcus agalactiae, kan finnas i vaginan hos fertila och gravida kvinnor och mycket sällsynt orsaka allvarlig infektion hos ett nyfött barn,  såsom lunginflammation, blodförgiftning eller hjärnhinneinflammation. Grupp B-streptokocker är i regel betahemolytiska. Varje år avlider mellan 10 och 20 barn i Sverige och bakterien orsakar ofta missfall. 
Viridansstreptocker är ett samlingsnamn för ett stort antal alfa- och icke-hemolytiska streptokocker vilka normalt finns i mun och svalg. De är vanliga orsaker till karies och den relativt ovanliga sjukdomen endokardit men kan också orsaka abscesser och blodförgiftning.
I grupp C finns till exempel Streptococcus equi som orsakar kvarka hos hästar och Streptococcus dysgalactiae, som någon gång kan orsaka halsfluss hos människor.